# Євангеліон
«Євангеліон» (яп. 新世紀エヴァンゲリオン, Shinseiki Evangerion, англ. Neon Genesis Evangelion) — аніме-серіал, створений в 1995 році режисером Анно Хідеакі за власним сценарієм на студії GAINAX.
Дія відбувається в 2015 році, через чотирнадцять років після катастрофічного Другого удару, причиною якого, за офіційною версією, стало падіння метеорита, що знищив дві третини населення Землі і відхилив планетарну вісь. Люди, що вижили, зуміли відновити комунікації і постачання. Події серіалу починаються з того, що на місто Токіо-3 нападає дивна істота, названа Ангелом (в японському оригіналі — Апостолом). Звичайне озброєння не ефективне проти нього і єдиним захистом і засобом протидії виявляються біомеханічні машини, створені воєнізованою організацією NERV, — Євангеліони (Єви).
Хоча серіал починається як звичайне меха-аніме, фокус зміщується від бойових сцен до спогадів і взаємин персонажів, особливо зосереджуючись на головному героєві Ікарі Сіндзі, пілотові Євангеліона-01.
Відомо, що у режисера, Анно Хідеакі, перед створенням «Neon Genesis Evangelion» була тривала (чотирирічна) депресія і деякі моменти твору засновані на його власному досвіді і теорії психоаналізу, якої він навчився в ході власної психотерапії — персонажі аніме демонструють різноманітні прояви емоційних розладів, як-от депресії, кризи взаємного нерозуміння і розладу, пов'язаного із страхом розлуки.

## Структура
«Євангеліон» включає 26 телевізійних серій, що вперше транслювалися по каналу TV Tokyo з 4 жовтня 1995 по 27 березня 1996 року, і декілька повнометражних фільмів: «Death and Rebirth» («Смерть і Переродження») та «The End of Evangelion» (англ. Кінець Євангеліону), показаних в 1997. «Death and Rebirth» складається з перемонтованого матеріалу серіалу і абсолютно нової серії, яка замінює 25 епізод серіалу. «End of Evangelion» також складається з двох частин і, по суті, є альтернативною кінцівкою подій серіалу. Два фільми пізніше були видані як одне ціле під назвою «Revival of Evangelion». У вересні 2007 року в Японії стартував ще один повнометражний анімаційний фільм під назвою «Rebuild of Evangelion», який отримав три продовження, що слугують почасти ремейком, а фактично продовженням оригінального серіалу.
Манґа за мотивами серіалу, автором якої став дизайнер персонажів Йошіюкі Садамото, публікується видавництвом Kadokawa Shoten. Вона описує ту ж історію, але безпосередньо з погляду Сіндзі Ікарі. Крім того, деякі події в ній змінені.
Сувенірна продукція для шанувальників «Євангеліону» випускається регулярно, хоча з прем'єри пройшло вже десятиліття. Цікаво, що значна частина такої продукції ніяк не прив'язана до похмурої стилістики твору. Також було випущено велику кількість комп'ютерних і відеоігор для різних ігрових платформ, найбільш значущою з яких можна назвати «Girlfriend Of Steel». Продовження гри, «Girlfriend Of Steel 2» відбувається в повністю альтернативному всесвіті. Це пізніше надихнуло творців однойменної манґи, яка задіяла більшість персонажів «Єванґеліону» в «звичайному» сюжеті шкільної драми.
Випуск ігрового фільму за мотивами «Євангеліону» був анонсований в травні 2003 року американською компанією ADV Films (що володіє правами на серіал по всьому світу, окрім Азії і Австралії). Передбачалося, що виробництво відбуватиметься за участю ADV Films, GAINAX і Weta Workshop Ltd. Вихід фільму очікувався між 2006 і 2010 роками, проте проєкт заморожений.

## Переклад назв
Японська назва серіалу, «Сінсеікі Еванґеріон», буквально перекладається як «Євангеліє нової епохи».
Назва «Neon Genesis Evangelion» складена з англізованих грецьких слів:
- «Evangelion» — грец. ευαγγελιον — блага вість, Євангеліє;
- «Neon» — νεον — новий;
- «Genesis» — γενεσισ — зародження (латинська назва Книги Буття).

Назви організацій GEHIRN, SEELE, NERV походять від нім. gehirn — головний мозок, seele (вимовляється «зеле») — душа, nerv — нерв.

## Персонажі

Персонажі NGE

Персонажі «Євангеліону» постійно борються зі своїми внутрішніми жахами та поганими спогадами. Багато місця відводиться самоаналізу героїв, дослідженням їх переживань. Взагалі, майже кожен персонаж — по-своєму соціально непристосована людина, що робить взаємини між героями достатньо складними. Як казав Анно Хідеакі в одному з інтерв'ю, «Це дивно, що „Євангеліон“ став таким популярним — всі його персонажі хворі!»
Головний герой — Ікарі Сіндзі — замкнутий хлопчик. Він вважає себе жалюгідним і нікому не потрібним. З іншою сторони — Місато Кацураґі — жінка, що легко знаходить спільну мову з іншими людьми, весела, і завжди є душею компанії. Але обоє вони бояться, що оточуючі можуть легко поранити їх, завдати болю. Дві інші ключові героїні — Аянамі Рей і Аска Ленглі Сор'ю — також мають своїх «тарганів» в голові. Рей, мабуть, ще більш замкнута в собі, ніж Сіндзі, її мотиви будуть незрозумілі глядачеві до самого кінця серіалу. Аска має запальний і зарозумілий характер та комплекс відмінниці — невдачі або програш можуть зробити її невпевненою в собі. Асці буває ще важче спілкуватися з людьми, ніж Сіндзі, але вона не плаче і не скиглить як цей слабак.
Існує безліч гіпотез про природу відносин між персонажами, популярні теорії про те, що Рей, Аска та Сіндзі, представляють «Я» (Ego), «Над-Я» (Super-Ego) і «Воно» (Id) в фройдійському сенсі, або ж Рей і Аска представляють Танатос і Ерос в психіці Сіндзі, або що Ґендо, Сіндзі і Рей представляють християнську Трійцю.
Персонажі «Євангеліона» створені художником Йосіюкі Садамото, творцем оригінальної манґи. Садамото вніс не тільки свій внесок до зростання популярності «Євангеліона»; завдяки привабливому дизайну персонажів (і, особливо, трьох героїнь серіалу — Рей, Місато і Аски) досі процвітає торгівля товарами тематики «Євангеліона» (зокрема, мініатюрні ляльки Єв і персонажів серіалу).

## Сюжет
У 2000 році група вчених на чолі з доктором Кацураґі (батьком Місато Кацураґі) спорядила експедицію до Антарктиди, де була знайдена гігантська істота зі світла, яка була названа першим Ангелом Адамом. Контакт таємничої реліквії, Спису Лонгіна, з Ангелом привів до самознищення останнього, що супроводилося Другим ударом (Першим називається зіткнення в далекому минулому Землі з Чорним Місяцем). Дійсну причину Другого удару приховали від громадськості, якій була представлена версія про те, що руйнування викликані невеликим метеоритом, який зіткнувся з Антарктидою на швидкості, близькій до швидкості світла. Другий Удар став жахливим катаклізмом, що вплинув на всю Землю. Частина населення планети загинула; інша загрузнула у військових конфліктах. Відносний порядок був відновлений декілька років опісля, очевидно, після підвищення впливу ООН, що організувала власну армію.
Для протистояння Ангелам людство утворилися таємні організації GEHIRN і SEELE. Через деякий час GEHIRN був розділений і перетворений в NERV і MARDUK. Всі три організації офіційно підкорялися раді SEELE, яка направляла дії людства у боротьбі з Ангелами. Другим завданням SEELE був «Проєкт Вдосконалення Людства», який до кінця серіалу стає центральним об'єктом сюжету, оскільки, виявляється, плани Ґендо Ікарі — глави NERV — щодо цього проєкту йдуть в розріз з планами SEELE. Таким чином люди, що раніше виступали в спілці проти їх єдиного ворога — Ангелів, — знову стають ворогами одне одного.
У 2015 році несподівано з'являється Ангел і атакує штаб-квартиру NERV в Токіо-3. Для захисту від подібних атак NERV готовий використовувати Євангеліонів (або просто Єви) — величезних людиноподібних роботів. Але управляти такими роботами можуть тільки спеціально відібрані інститутом MARDUK люди. Єдиний пілот NERV — Рей Аянамі — була поранена і була не в змозі битися з Ангелом. В цей час до Токіо-3 прибуває Сіндзі Ікарі — син Ґендо. Сіндзі рятується від руйнувань, які там влаштував Ангел і зустрічає Місато Кацураґі, — оперативну командуючу NERV. Місато відвозить Сіндзі в NERV, де працює батько Сінджі.
Ґендо хоче, щоб Сіндзі пілотував Євангеліона замість Рей. Ангел продовжує атакувати, і врешті-решт, Сіндзі погоджується і займає місце пілота усередині робота. Єву доставляють до поля бою. Сіндзі, що не вміє управляти Євою, припускається помилки, і Ангел починає перемагати, завдаючи роботові все більше пошкоджень. Нарешті, Сіндзі непритомніє, і Єва відключається.
Усередині кабіни Євангеліона Сіндзі переживає деякі моменти зі свого життя, йому здається, що він знаходиться поряд зі своєю матір'ю, яка загинула, коли Сіндзі був ще маленьким. Подібні сцени займають одні з ключових місць в серіалі. Несподівано Єва «оживає» і переходить в стан «берсерка». Робот діє сам, без контролю Сіндзі або зовнішніх сил. Битва закінчується перемогою Єванґеліона. Не зважаючи на шок і психологічні травми, отримані в ході бою, Сіндзі погоджується залишитися в NERV як ще один пілот Єванґеліона.
Разом з Рей і Аскою (ще одним пілотом Єви) Сіндзі успішно бореться проти Ангелів, які періодично нападають на Токіо-3 з невідомою метою. Це складає основу серіалу. Кожен Ангел є унікальною істотою, для протистояння котрій потрібнен інший підхід. Поступово Сіндзі починає дізнаватися нові таємниці NERV: правду про Другий Удар, Проєкт Вдосконалення Людства, дійсну суть Євангеліона. Зокрема, розкриває, що Євангеліони біороботи, створені на основі Ангелів; що Ангели прагнуть возз'єднатися з Другим Ангелом на ім'я Ліліт, праматір'ю людства, схованою під Токіо-3 в Чорному Місяці; а люди самі є колективним Ангелом Лілін. Все це пов'язано з особистими переживаннями героїв. Багато місця відводиться проблемам взаємин головних персонажів між собою і з іншими людьми.
Друге, секретне завдання NERV після боротьби з Ангелами — «Проєкт Вдосконалення Людства» — націлене на запуск штучної еволюції людства з використанням Євангеліонів. Враховуючи релігійний сенс слова «Євангеліон», ця подія повинна викликати духовний порятунок і дати людям безсмертя, якого вони позбавлені, оскільки наділені Плодом Знання, на відміну від Ангелів, які володіють Плодом Життя. SEELE — головна рушійна сила проєкту — стверджує, що людство повинне еволюціонувати, або воно загине, і з цього виходить необхідність штучної еволюції. Така еволюція приведе до злиття всіх людських душ в одну, звільняючи людей від їхніх «полів абсолютного страху» («AT-Field»), що змусить їхні тіла повернутися в «LCL» — подобу первинного бульйону. Коли всі перейдуть в такий стан, вони перестануть відчувати біль і самоту, які зазвичай походять від спілкування людей між собою; такий стан подібний до смерті.
Сюжет фільму «Кінець Євангеліону» і сюжет серіалу розходяться в кінці 24 серії. У серіалі 25 і 26 серії — абстрактні інтроспекції психіки персонажів, перш за все Сіндзі. Завершення фільму залишає можливість різних інтерпретацій: очевидно, що Сіндзі в якийсь момент подолав проблеми співіснування з оточуючими і прийшов до готовності жити з ними, але чи був завершений «Проєкт Вдосконалення Людства» і чи відбувалася взагалі штучна еволюція, залишається нерозкритим. Деталі і суть «вдосконалення» в серіалі також не розкриваються. В кінці «Євангеліону» Сіндзі запускає «вдосконалення», але пізніше скасовує його. Це приводить до того, що після возз'єднання душ всіх людей в LCL Аска та Сіндзі відновлюються з океану LCL як нові Адам і Єва. Оригінальні ж 25 і 26 серій закінчуються завершенням еволюції людства, і Сіндзі цьому радий, оскільки в новому світі немає болю, самоти і інших відчуттів і проблем від яких він тікав.

## Список серій
| Серія | Японська назва                                                              | Українська назва                                                                           | Дослівний переклад японської назви   |
| ----- | --------------------------------------------------------------------------- | ------------------------------------------------------------------------------------------ | ------------------------------------ |
| 01    | 使徒、襲来 «Shito, shūrai»                                                  | «Напад Ангела»                                                                             | «Апостол, напад»                     |
| 02    | 見知らぬ、天井 «Mishiranu, tenjō»                                           | «Незнайома стеля / Звір»                                                                   | «Незнайома стеля»                    |
| 03    | 鳴らない、電話 «Naranai, denwa»                                             | «Телефон, який ніколи не дзвонить / Переклад»                                              | «Телефон, що не дзвонить»            |
| 04    | 雨、逃げ出した後 «Ame, nigedashita ato»                                     | «Дощ, втеча і… / Дилема їжатця»                                                            | «Дощ, втеча, повернення»             |
| 05    | レイ、心のむこうに «Rei, kokoro no mukō ni»                                 | «Рей, по той бік серця / Рей-І»                                                            | «Рей, по той бік серця»              |
| 06    | 決戦、第3新東京市 «Kessen, daisan shin Tōkyō-shi»                           | «Битва в Токіо-3 / Рей-ІІ»                                                                 | «Вирішальна битва, Токіо-3»          |
| 07    | 人の造りしもの «Hito no tsukurishimono»                                     | «Створений людьми»                                                                         | «Створений людьми»                   |
| 08    | アスカ、来日 «Asuka, rainichi»                                              | «Аска прибуває до Японії / Аска завдає удару»                                              | «Аска, прибуття в Японію»            |
| 09    | 瞬間、心、重ねて «Shunkan, kokoro, kasanete»                                | «Ви, обидва, танцюйте, якщо хочете перемогти»                                              | «Мить, серце, повтор»                |
| 10    | マグマダイバー «Magumadaibā»                                                | «Занурення в магму»                                                                        | «Нурець в магму»                     |
| 11    | 静止した闇の中で «Seishishita yami no naka de»                              | «День, коли Токіо-3 завмер»                                                                | «В нерухомій темряві»                |
| 12    | 奇跡の価値は «Kiseki no kachi wa»                                           | «Не примушуй інших страждати через твою власну ненависть» — сказала вона"                  | «Вартість дива»                      |
| 13    | 使徒、侵入 «Shito, shin'nyū»                                                | «Крихітна перешкода»                                                                       | «Апостол, вторгнення»                |
| 14    | ゼーレ、魂の座 «Zēre, tamashii no za»                                       | «Seele, трон для душі / Сплітаючи історію»                                                 | «Seele, трон душі»                   |
| 15    | 嘘と沈黙 «Uso to chinmoku»                                                  | «Брехня і мовчання / Ті жінки жадали дотику інших губ, і це було запрошення поцілувати їх» | «Брехня і поцілунок»                 |
| 16    | 死に至る病、そして «Shi ni itaru yamai, soshite»                            | «Розділення душі»                                                                          | «Хвороба до смерті і…»               |
| 17    | 四人目の適格者 «Yonin me no tekikakusha»                                    | «Четверте дитя»                                                                            | «Четвертий кваліфікований»           |
| 18    | 命の選択を «Inochi no sentaku wo»                                           | «Подвійність»                                                                              | «Доленосне рішення»                  |
| 19    | 男の戰い «Otoko no tatakai»                                                 | «Битва чоловіків / Інтроекція»                                                             | «Чоловіча битва»                     |
| 20    | 心のかたち 人のかたち «Kokoro no katachi, hito no katachi»                  | «Сплітаючи історію: усна стадія»                                                           | «У формі серця, у формі людини»      |
| 21    | ネルフ、誕生 «Nerufu, tanjō»                                                | «Зародження NERV / Він розумів, що він ще дитина»                                          | «Зародження NERV»                    |
| 22    | せめて、人間らしく «Semete, ningen rashiku»                                 | «Не будь»                                                                                  | «Просто людина»                      |
| 23    | 涙 «Namida»                                                                 | «Рей-III»                                                                                  | «Сльози»                             |
| 24    | 最後のシ者 «Saigo no shisha»                                                | «Початок і кінець, або достукатися до небес»                                               | «Останній»                           |
| 25    | 終わる世界 «Owaru sekai»                                                    | «Ти мене любиш?»                                                                           | «Кінець світу»                       |
| 26    | 世界の中心でアイを叫んだけもの «Sekai no chūshin de „ai“ wo sakenda kemono» | «Поклопотатися про себе самого»                                                            | «Звір, що кричав „Ай“ у серці світу» |